# Llac vermell (Romania)

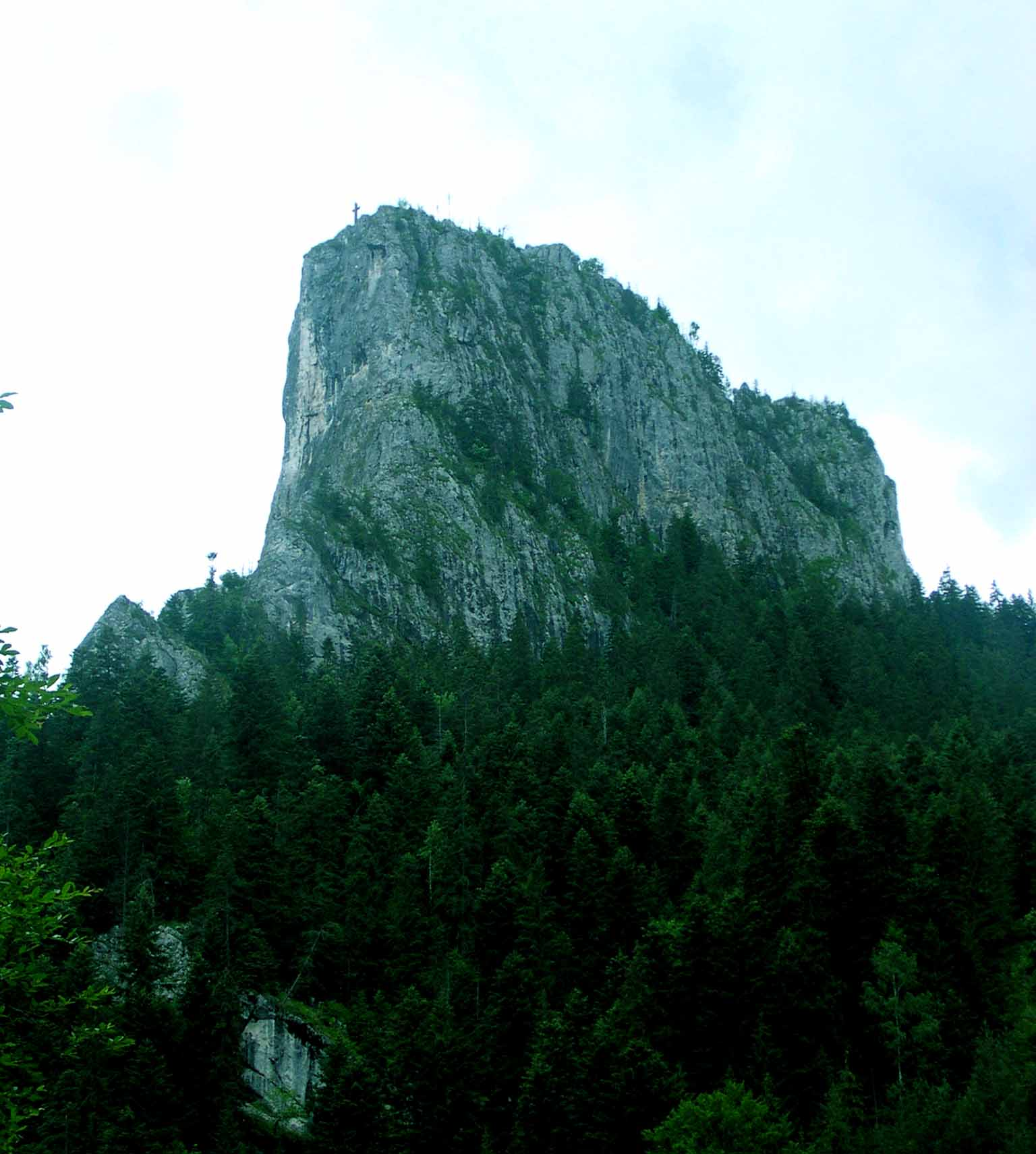
La "Piatra Altarului" ens recorda la boscositat de la zona.

El Llac Vermell (en romanès: Lacul Roșu) és un espectacular i bell llac muntanyenc que es troba a 26 quilòmetres de la localitat de Gheorgheni, Judeţ de Harghita (Romania).

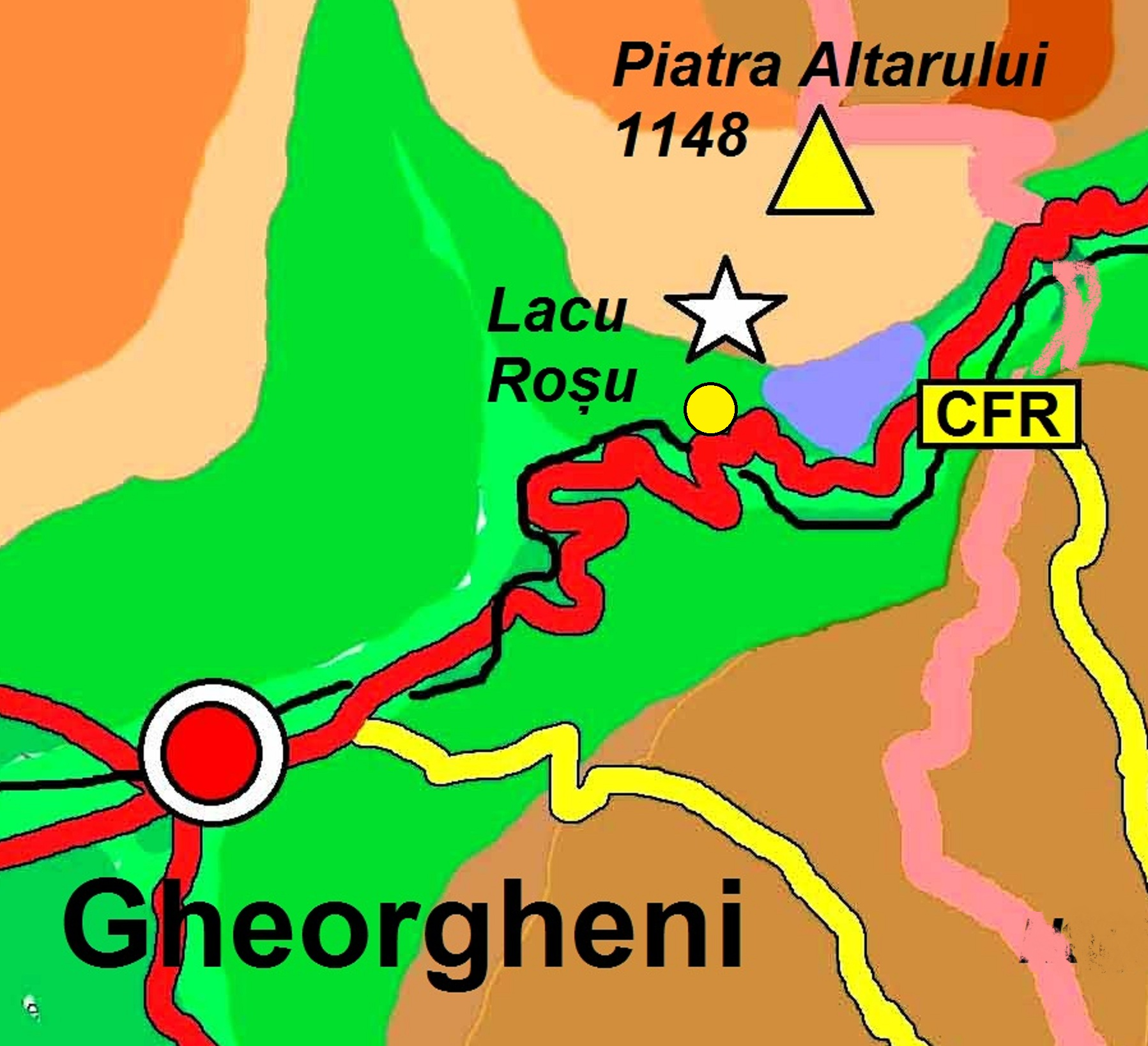
Mapa de situació de l'Estany Vermell.

El Llac Vermell es troba a una altitud de 980 metres, té una mida de 90 hectàrees i una profunditat màxima de 10 metres. Pertany al Parc Nacional Cheile Bicazului-Hasmaş. Al lloc s'ha desenvolupat una incipient indústria turística, ja que són milers els visitants que s'acosten a aquest lloc cada any. Trekking, passejades en barca, alpinisme, gastronomia o turisme rural són molts els atractius d'aquesta zona.
El Llac Vermell és la porta natural d'entrada des del costat de Transsilvània a la imponent Gola el Bicaz i es pot accedir des de Gheorgheni o des de Bicaz per la carretera DN12C. Per als alpinistes i practicants de trekking és un veritable paradís, ja que el lloc té imponents muntanyes i pics amb noms tan suggeridors com la Gran Serpentina (Serpentina Mare), la Porta de l'Infern (Poarta Iadului), la Torre Negra (Turnul Negru), la Pedra de l'Altar (Piatra Altarului) o la Muntanya Assassí (Ucigaşul).
Malgrat la seva idíl·lica aparença, el Llac Vermell no ha tingut precisament una història tranquil·la. Es va formar el 1837 en desprendre's un vessant de la Muntanya Ghilcoş i segons sembla, hi va haver víctimes mortals, d'aquí l'actual nom de la muntanya (Assassí). Pel que fa a l'origen del nom de l'estany, es deu al fet que els rius i rierols que desemboquen en ell travessen terrenys amb estrats d'òxid de ferro. L'altra gran característica excepcional d'aquest llac és el Bosc d'Arbres Petrificats que es troba al centre, fenomen natural produït en inundar-se un bosquet que hi havia a la zona abans de produir-se l'ensorrament.